# Josué
Josué Anunciado de Oliveira (Vitória de Santo Antão, 19. srpnja 1979.) bivši je brazilski nogometaš.